# Todd McFarlane’s Spawn: The Video Game
Todd McFarlane’s Spawn: The Video Game (с англ. — «Спаун Тодда Макфарлейна: Компьютерная игра») — компьютерная игра в жанре beat ’em up с элементами платформера, разработанная японской студией Ukiyotei и выпущенная американскими издателями Acclaim Entertainment и Sony Electronic Publishing. Является первой компьютерной игрой по мотивам серии комиксов о супергерое Спауне сценариста Тодда Макфарлейна. Игра была выпущена для консоли Super Nintendo Entertainment System в октябре 1995 года в Северной Америке и в ноябре того же года в Европе. Музыка для Spawn: The Video Game была написана японским игровым композитором Харуми Фудзитой.
Согласно сюжету, игрок берёт на себя роль Эла Симмонса, также известного как Спаун, которому предстоит спасти жизни тринадцати детей, среди которых Сайен — дочь его бывшей жены Ванды. Злодей по прозвищу «Безумец», сошедший с ума служитель Рая, похищает детей и с помощью их душ создаёт оружие, «Сферу непорочности», благодаря силе которой собирается раз и навсегда уничтожить правителя Ада и создателя Спауна — демона Малеболджию. Спауну предстоит спасти души детей и остановить Безумца. По ходу игры на пути героя будут попадаться как обычные противники, так и боссы, большинство из которых — персонажи комиксов о Спауне и его заклятые враги.
Spawn: The Video Game получила смешанные оценки игровых критиков. Главным достоинством проекта называлась графика и визуал в целом, а главным недостатком — вторичность игрового процесса. Большинство критиков сошлось во мнении, что игра понравится прежде всего поклонникам оригинального комикса, в то время как искушённых игроков она отпугнёт своей посредственностью.

## Игровой процесс

Начало первого уровня. В верхнем левом углу находится шкала жизни, в правом верхнем — счётчик энергии. Первоначальное его значение — 9:9:9:9, но при использовании специальных способностей очки отнимаются. На скриншоте Спаун использует способность «Телепортация». Под ним можно заметить врага

Todd McFarlane’s Spawn: The Video Game основана на серии комиксов про мистического супергероя Спауна. Игра выполнена в жанре beat ’em up с элементами платформера, а под управление игроку даётся титульный герой серии комиксов — Спаун. Управляя им, игрок должен пройти уровень, попутно уничтожая врагов. Игра заканчивается, если игрок теряет все свои очки здоровья. Спаун может передвигаться пешком, переходить на бег, прыгать, отталкиваться от стен в прыжке, приседать (уворачиваться) и блокировать атаки врагов, а также атаковать сам. Атаки Спауна делятся на лёгкий и сильный удар ногами, а также на лёгкий и сильный удар рукой, можно атаковать как из положения стоя, так и во время прыжка. Помимо этого, доступна система из пяти специальных приёмов под названием Frightful Powers (с англ. — «Ужасающие силы»). Они дают игроку возможность совершать особые действия: например, атаковать снарядами на расстоянии, телепортироваться или полностью восстановливать очки здоровья. Эти приёмы выполняются с помощью конкретных комбинаций нажатий кнопок. Для выполнения этих приёмов используется счётчик энергии, каждый приём отнимает определённое количество энергии. Если счётчик энергии опустится до нуля, то игра закончится. Если игрок погибает, то начинает уровень сначала. В Spawn: The Video Game реализована система сохранений с помощью паролей, которые позволяют продолжить игру на моменте, на котором закончил игрок. При этом, загрузившись с помощью пароля, игрок продолжает игру с тем количеством энергии, которое у него было до сохранения.
В конце каждого уровня происходит битва с боссом, каждый из которых выделяется своими приёмами и общей стратегией нападения. В большинстве случаев боссами являются персонажи комиксов о Спауне, вроде Осквернителя, Оверткилла или Искупителя. В игре отсутствует выбор уровня сложности: если обычные противники по большей части не представляют серьёзной угрозы, то битвы с боссами зачастую требуют от игрока сосредоточенности и знания основ управления персонажем.

## Сюжет
Спаун обнаруживает в газете новостную статью о пропаже 13 детей, среди которых Сайен — дочь его бывшей жены Ванды. Он решает выследить похитителя и находит склад, охраняемый вооружёнными бандитами во главе с наёмником Оверткиллом. В ходе схватки герой узнаёт, что они были наняты неким «Ангелом». Пробравшись на склад, Спаун обнаруживает детей, но с ними что-то не так. Однако прежде чем он успевает разобраться в ситуации, его отвлекает напавший на него Искупитель. Одолев врага, Спаун встречает Анжелу. Она просит его о помощи и рассказывает, что некий отступник-крестоносец из Рая, которого она называет «Безумцем» (англ. The Mad One), решил лично разобраться с Адом. Для этого он похитил детей и использовал их невинные души для создания «Сферы непорочности» (англ. Orb of Purity) — оружия, с помощью которого он надеется остановить правителя преисподней, Малеболджию. Если ему удастся воплотить задуманное, то души детей будут утеряны и они навсегда останутся в состоянии комы. Так как Анжела, будучи служительницей Рая, не может спускаться в преисподнюю, куда отправился Безумец, она просит об этом Спауна.
Чтобы открыть врата в Ад, герою необходимо найти «человека с достаточно тёмным сердцем». Он отправляется в Институт душевнобольных преступников имени Хирама Беддинга, где находит маньяка-педофила Билли Кинкейда и использует его для открытия портала. Тем временем, Безумец успешно продвигается в глубины преисподней, с лёгкостью расправляясь с демонами Малеболджии. Спауну удаётся нагнать его как раз в тот момент, когда Безумец добирается до Малеболджии. Герой выходит победителем из боя, но оказывается, что всё нападение Безумца было подстроено Малеболджией. Он использует силу детских душ и создаёт монстра, которого отправляет сеять хаос на Землю. Спаун побеждает и его, после чего души наконец освобождаются и возвращаются обратно к детям.

## Восприятие
| Сводный рейтинг    | Сводный рейтинг |
| Агрегатор          | Оценка          |
| ------------------ | --------------- |
| GameRankings       | 61,27 %         |
| MobyRank           | 55 %            |
| Иноязычные издания |                 |
| Издание            | Оценка          |
| EGM                | 6,12/10         |
| Next Generation    | 1/5             |
| Nintendo Power     | 3,3/5           |
| Super Power        | 81 %            |
| Total!             | 2,75/6          |
| Super Play         | 56 %            |

Todd McFarlane’s Spawn: The Video Game получила смешанные оценки от игровых журналистов. Рейтинг игры на агрегаторе GameRankings составил 61,27 % из возможных 100 на основе трёх рецензий. Рейтинг на агрегаторе MobyRank составил 55 % из возможных 100 на основе 12 рецензий.
Журналисты американского журнала Electronic Gaming Monthly Эндрю Баран, Марк Лефевр, Майк Десмонд и Sushi-X каждый по отдельности вынесли игре оценку. Наиболее высокую, в 6,5 баллов из 10, поставили Баран и Лефевр. Баран среди плюсов отметил достойную графику, разнообразность уровней, а среди минусов — медленную скорость происходящего и слабый искусственный интеллект врагов. Лефевр также отметил медленность игры, но был приятно удивлён количеством приёмов в арсенале Спауна. Десмонд оценил игру в 6 баллов и раскритиковал её за вторичность. Самую низкую оценку (5,5 балла) присвоил Sushi-X, который, хотя и похвалил визуальную составляющую Spawn: The Video Game, всё же остался недоволен управлением.
Журналист под псевдонимом «Доктор Зомби» из американского журнала GamePro похвалил игру за близость к комиксному первоисточнику, но раскритиковал за посредственный и скучный игровой процесс. По его мнению, основной проблемой игрового процесса является его монотонность и отсутствие чего-либо, кроме схваток с врагами. Сильными сторонами игры назывались графика и визуал, хорошо передающие атмосферу оригинального комикса, а также плавная анимация. Как итог, обозреватель порекомендовал Spawn: The Video Game поклонникам комикса, но посчитал, что более искушённых игроков проект может скорее разочаровать, так как он не приносит ничего нового в жанр экшена.
Наиболее негативного отзыва игра удостоилась от американского журнала Next Generation. Автор колонки обзоров назвал Spawn: The Video Game очевиднейшим примером желания «заработать денег на узнаваемости», который вызывает возмущение. По мнению журнала, у Spawn: The Video Game есть проблемы практически со всеми её составляющими, среди которых медленный темп игры, неудобное управление и «паршивая» графика. Автор обзора назвал её «поверхностной попыткой в видеоигру» и призвал читателей журнала «любой ценой избегать» её.
Уилл Овертон из британского журнала Super Play задался вопросом, как сможет настолько «обычная» игра окупить затраты на производство и рекламную кампанию. Он отметил большой объём доступных приёмов, но пожаловался на плохо оптимизированную сложность игрового процесса: сегменты с платформингом и сражениями с обычными врагами слишком просты, в то время как битвы с боссами требуют от игрока максимальной сосредоточенности и глубоких познаний в списке приёмов протагониста. Отдельного упоминания удостоился Искупитель, которого редакция журнала назвала чересчур сложным боссом.